# Viet Thanh Nguyen

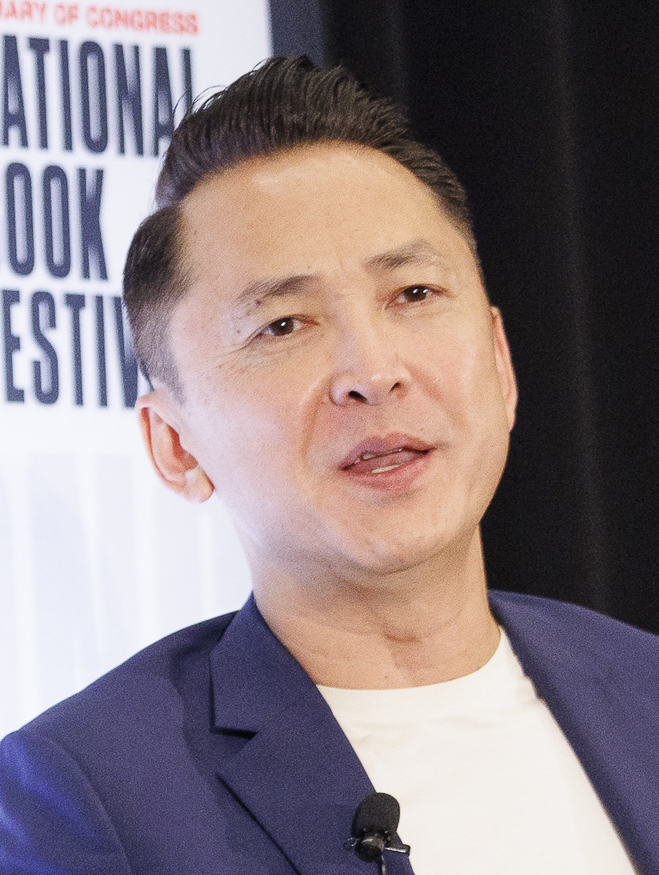
Viet Thanh Nguyen (2024)

Viet Thanh Nguyen (vietnamesisch Việt Thanh Nguyễn; geboren 13. Februar/13. März 1971 in Buôn Ma Thuột, Südvietnam) ist ein vietnamesisch-US-amerikanischer Anglist und Schriftsteller.

## Leben
Viet Thanh Nguyen wuchs in Buôn Ma Thuột auf und floh mit seinem Bruder und den Eltern 1975 beim Fall von Saigon in die USA. Aus dem Flüchtlingslager in Fort Indiantown Gap kam er zu einer amerikanischen Familie, bis seine Eltern eine wirtschaftliche Existenz in San José in Kalifornien fanden, wo er dann
die Schule besuchte. Er studierte Englisch und Ethnic Studies an der University of California, Berkeley und wurde 1997 in Anglistik an der UC Berkeley promoviert. Nguyen arbeitet als Hochschullehrer an der University of Southern California.
Neben seiner wissenschaftlichen Arbeit und Lehrtätigkeit veröffentlicht Nguyen seit 2007 Kurzgeschichten. Sein erster Roman The Sympathizer erhielt 2016 den Pulitzer-Preis und weitere Auszeichnungen, darunter die Andrew Carnegie Medal und den Dayton Literary Peace Prize sowie den Edgar Allan Poe Award in der Kategorie „Bester Debütroman“, und war 2017 auf der Shortlist des International DUBLIN Literary Award. 2017 wurde Nguyen eine MacArthur Fellowship zugesprochen, 2018 wurde er in die American Academy of Arts and Sciences gewählt. Mit der gleichnamigen Miniserie erschien im Jahr 2024 eine Serienverfilmung seines Romans.

## Politische Einstellungen
Über Hollywoods Blick auf den Vietnamkrieg sagte Nguyen, es handele sich um das einzige Mal, dass die Geschichte von den Verlierern geschrieben wurde – indem die US-Amerikaner als die eigentlichen Opfer des Krieges dargestellt und die getöteten Vietnamesen übergangen würden.
Im Jahr 2024 gehörte Nguyen zu den Unterzeichnern eines Aufrufs zum Boykott israelischer Kulturinstitutionen, „die an der überwältigenden Unterdrückung der Palästinenser mitschuldig sind oder diese stillschweigend beobachtet haben“.

## Werke (Auswahl)
Belletristik
- Kurzgeschichten: Einzelveröffentlichungen seit 2007.
- The Sympathizer. Grove Press, New York 2015, ISBN 978-0-8021-2345-9.
  - Der Sympathisant: Roman. Übersetzung Wolfgang Müller. Blessing Verlag, München 2017, ISBN 978-3-453-43960-3.
- The Refugees. Grove Press, New York 2017, ISBN 978-0-8021-2736-5.
  - Die Geflüchteten. Erzählungen. Aus dem Amerikanischen von Wolfgang Müller. Blessing Verlag, München 2018, ISBN 978-3-896-67641-2.[5]
- The Committed. Grove Press, New York 2021, ISBN 978-0-8021-5706-5.
  - Die Idealisten. Roman. Aus dem Amerikanischen von Wolfgang Müller, Blessing Verlag, München 2021, ISBN 978-3-896-67595-8.[6]

Forschung
- Race and Resistance: Literature and Politics in Asian America. Oxford University Press, Oxford 2002.
- mit Janet Hoskins (Hrsg.): Transpacific studies: framing an emerging field. University of Hawaiʻi Press, Honolulu 2014.
- Nothing Ever Dies: Vietnam and The Memory of War. Harvard University Press, Cambridge, Massachusetts 2016.